# Opération Frühlingserwachen
Seconde Guerre mondiale
Batailles
Front de l’Est

Prémices :
- Campagne de Pologne
- Guerre d’Hiver

Guerre germano-soviétique :
- 1941 : L'invasion de l'URSS

- Opération Barbarossa

Front nord : 
- Guerre de Continuation
- Opération Silberfuchs
- Siège de Léningrad

Front central : 
- 2e bataille de Brest-Litovsk
- Bataille de Białystok–Minsk
- 1re bataille de Smolensk
- Bataille de Kiev

Front sud : 
- Siège d'Odessa
- Campagne de Crimée

- 1941-1942 : La contre-offensive soviétique

Front nord : 
- Poche de Demiansk
- Poche de Kholm

Front central : 
- Bataille de Moscou

Front sud : 
- Seconde bataille de Kharkov

- 1942-1943 : De Fall Blau à 3e Kharkov

Front nord : 
- Offensive de Siniavino
- Opération Iskra
- Bataille de Krasny Bor
- Opération Poliarnaïa Zvezda

Front central : 
- Opération Mars

Front sud : 
- Bataille du Caucase (opération Fall Blau)
- Bataille de Stalingrad
- Opération Uranus
- Opération Saturne
- Offensive d'Ostrogojsk-Rossoch
- Offensive de Voronej-Kastornoe
- Opération Gallop
- Opération Étoile
- Troisième bataille de Kharkov

- 1943-1944 : Libération de l'Ukraine et de la Biélorussie

Front central : 
- 2e bataille de Smolensk
- Opération Bagration

Front sud : 
- Bataille de Koursk
- Bataille du Dniepr
- Offensive Dniepr-Carpates
- Offensive de Crimée
- Offensive de Lvov-Sandomir

- 1944-1945 : Campagnes d'Europe centrale et d'Allemagne

Allemagne : 
- Offensive Vistule-Oder
- Offensive de Poméranie orientale
- Siège de Breslau
- Offensive de Prusse-Orientale
- Bataille de Königsberg
- Bataille de Seelow
- Bataille de Bautzen
- Bataille de Berlin
- Capitulation allemande

Front nord et Finlande : 
- Guerre de Laponie
- Offensive Leningrad-Novgorod
- Bataille de Narva

Europe orientale : 
- Opération Margarethe
- Insurrection de Varsovie
- Soulèvement national slovaque
- Opération Panzerfaust
- Bataille de Budapest
- Opération Frühlingserwachen
- Offensive de Vienne
- Insurrection de Prague
- Offensive de Prague
- Bataille de Slivice

Front d’Europe de l’Ouest

Campagnes d'Afrique, du Moyen-Orient et de Méditerranée

Bataille de l’Atlantique

Guerre du Pacifique

Guerre sino-japonaise

Théâtre américain
L'opération Frühlingserwachen (opération Réveil du printemps) du 6 au 16 mars 1945 constitue la dernière grande offensive allemande de la Seconde Guerre mondiale. L'offensive est lancée en Hongrie dans la région du lac Balaton, d'où le nom aussi donné d'offensive du lac Balaton qui inclut également les opérations simultanées Eisbrecher et Waldteufel.

## Préparation

### Première offensive allemande
Face aux têtes de pont soviétiques sur la rive gauche du Danube, dans la plaine hongroise, Hitler, soucieux de la perte des derniers champs pétrolifères dont dispose encore le Reich à cette date, décide de lancer les seules unités blindées encore à sa disposition ; ce déploiement a également pour objectif de dégager Budapest, qui résiste encore au début du mois de février 1945.
La première percée, victorieuse, se solde par la perte de nombreux blindés, irremplaçables à cette date du conflit, et renseigne les Soviétiques sur la présence de la 6e armée blindée SS en Hongrie. Face à cette menace, Rodion Malinovski, commandant le 2e front ukrainien, engagé en Hongrie, met ses unités en défense et ordonne l'édification de lignes adaptées à ce choix tactique.

### Planification allemande
Cette opération est au départ conçue comme une répétition de la tenaille de Koursk, appelée à encercler les unités soviétiques engagées en Hongrie ; elle est destinée à fixer des effectifs soviétiques, ainsi distraits du front de l'Oder.

### Unités engagées
Pour cette offensive, la Wehrmacht déploie ses derniers matériels maintenus en réserve, alignant 595 chars et canons d'assaut ; 465 000 combattants de la 6. Panzerarmee auparavant engagée dans les Ardennes sont ainsi déployés en Hongrie. Ces moyens sont appuyés par 850 avions de combat,,.
Dotées d'une certaine force de frappe, les unités déployées sur place pour cette opérations souffrent d'une forte hétérogénéité, limitant leur efficacité. En outre, le terrain détrempé et l'étroite zone d'attaque, entre deux grands lacs, limite drastiquement le nombre de véhicules déployés.

## Opérations
Lancée en grand secret du 6 au 16 mars 1945, l'attaque allemande est centrée sur la région du lac Balaton, cette région concentrant la plupart des derniers puits de pétrole encore accessibles. Les champs de pétrole et raffineries, détruites par les bombardements, ne constituent pas un objectif pour le commandement de la Wehrmacht au contraire des importantes réserves de pétrole raffiné stockées à proximité.

### Premiers succès
L'offensive allemande est un succès tactique, les unités parvenant à percer les lignes soviétiques, mais cette percée est inégale selon les secteurs, tous puissamment défendus par de nombreuses défenses antichars, renforcés de champs de mines.
Les Allemands parviennent ainsi dans certains secteurs à repousser les Soviétiques d'une cinquantaine de kilomètres de leurs positions : le 15 mars, les unités allemandes, épuisées et à court de carburant, sont parvenues à Simontornya, créant un saillant dans le dispositif soviétique.
Ces succès marquent cependant un affaiblissement des unités allemandes déployées dans le secteur. En effet, ces unités sont saignées par la défense de ce saillant.

### Résistance soviétique

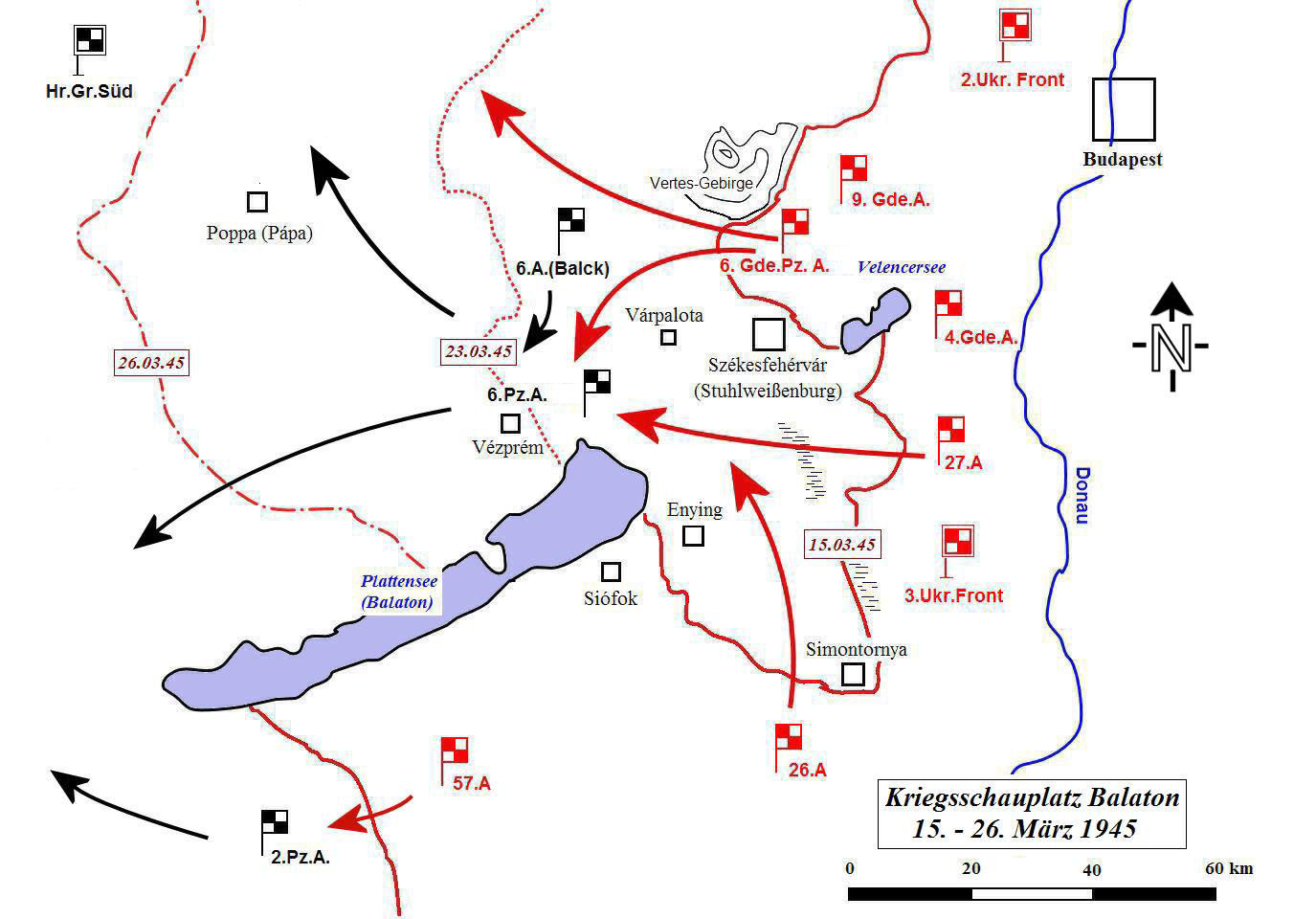
La contre-attaque soviétique.

Appuyées sur un solide réseau défensif, les unités soviétiques battent en retraite en ordre, mais perdent 35 000 soldats et déplorent la destruction de plus de 450 blindés.
Rapidement, dès le 16 mars, une contre-offensive soviétique est lancée, réduisant le saillant que les troupes allemandes étaient parvenues à créer ; les unités allemandes parviennent cependant à s'échapper, mais abandonnent leur matériel.

## Issue
Malgré quelques gains initiaux, cette offensive se révèle un échec.
En effet, alors que le redoux se fait sentir, transformant les routes en fondrières, les assaillants doivent rapidement affronter les moyens importants engagés en Hongrie par les Soviétiques. Si elle démontre les capacités opérationnelles certaines de la Wehrmacht dans les derniers mois de la guerre, elle illustre surtout aussi le manque de jugement militaire de Hitler au début de l'année 1945. En effet, le dictateur a décidé seul de cette opération, trop ambitieuse (Hitler espérait alors repousser les Soviétiques au-delà du Danube), avec des réserves de carburant limitées.

### Désintégration du front allemand
Une semaine après le lancement de la contre-offensive soviétique, les unités allemandes décrochent les unes à la suite des autres et se désintègrent, acculées par la poussée soviétique, frappées par les pénuries d'essence et de matériel et minées par les désertions qui se multiplient, même parmi les SS,.
Enfin, les unités SS engagées dans cette opération doivent affronter une grave crise de moral dans leurs rangs. Hitler, informé de cette baisse du moral, ordonne aux soldats des divisions SS de retirer leurs brassards, légalisant une pratique déjà adoptée par les SS, soucieux de dissimuler leur statut aux soldats soviétiques,.

### Conséquences tactiques et stratégiques
Stratégiquement, l'opération n'a pas d'impact sur le déroulement de la fin du conflit. Elle a certes prouvé que l'armée allemande conservait des capacités offensives, mais la contre-offensive soviétique menée par Fiodor Tolboukhine à la tête du troisième front ukrainien suffit à rétablir le front tel qu'il était avant le lancement de l'opération allemande, en une journée.
L'échec de cette offensive entraîne la perte de 45 000 soldats, allemands et hongrois, qu'il n'est plus possible de remplacer à ce stade du conflit. Côté soviétique, elle entraîne la perte de 68 661 soldats, 125 000 prisonniers et 129 000 blessés ou malades.